# 葵涌蘇浙公學
葵涌蘇浙公學（英語：Kiangsu-Chekiang College (Kwai Chung)，簡稱）位於香港新界葵涌，於1982年9月20日由香港蘇浙滬同鄉會創立的第三所中學。現任校長為余傑榮博士。
校訓為「整齊嚴肅」。設有家長教師會。學校開設中一至中六，每級各4班。葵涌蘇浙公學初中之中國語文科以普通話授課。

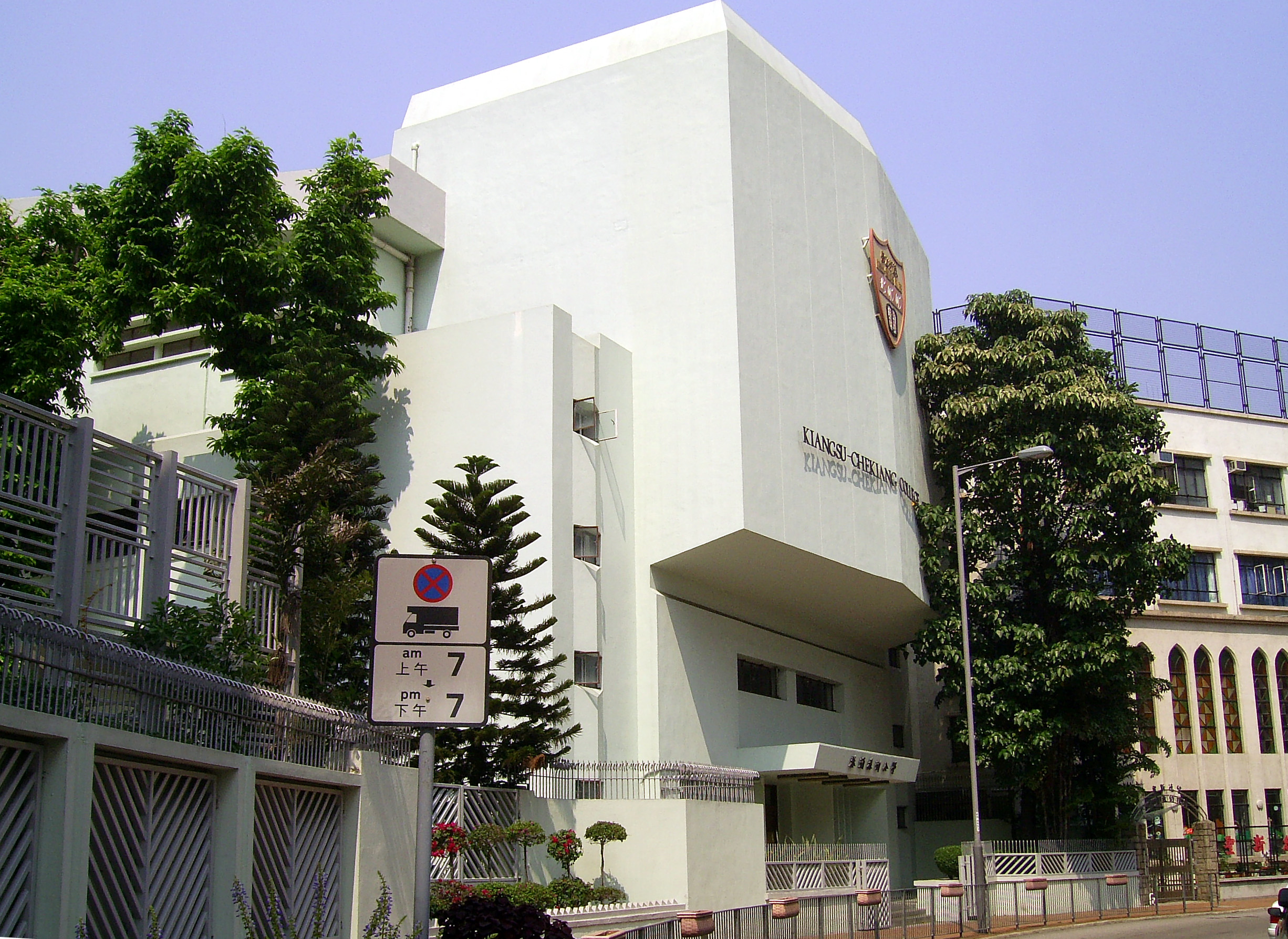
校舍

## 歷史
本校是一所中英語中學。2000年，母語教學被全面採用。
阮大元博士於1986年離任，由曾其鞏先生接任，曾氏重視文藝活動，於任內舉辦各項學生表演活動。
1996年，葵涌蘇浙公學與上海南洋模範中學結成姐妹學校。
1997年，家長教師會成立。
2007~2008年度開始設立學生會，為師生提供各項文娛活動。
由第29屆畢業典禮開始，舉辦英語音樂劇。
2014年曾氏榮休，由梁健文博士接任校長一職。
近年學校獲得同鄉會贊助，在課室增設互動電子白板，裝修學校設備，並聘請額外NET（外籍英語教師），增加各種英語課外活動，提高學生英語水平。
2024年梁健文博士轉任福建中學（小西灣）校長，余傑榮博士接任校長一職。

## 刊物
除了定期中英文校訊外，葵涌蘇浙公學設有文苑（中文剪報）及剪燭集。
剪燭集當中收錄了學生寫作佳作，再合輯成書，不定期向學生出版。

## 學校設施
學校前身為廢棄停車場，占地52000平方呎，設有24間課室。創校之時已設有雙層禮堂及升降機，為同區學校中少有的理想設計。
學校分為東／新翼（作為特別室和課室用途）、西翼（即為禮堂）及中間課室大樓。
- 4個實驗室
  - 綜合科學實驗室
  - 生物科實驗室
  - 物理科實驗室
  - 化學科實驗室
- 學生活動室
- 雙層大禮堂
- 陳存仁圖書館
- 操場
- 小食部
- 設計與科技室
- 元宇宙實驗室
- 視藝室

## 歷任校監[6]
- 徐季良博士（1982年－1983年）
- 周忠繼先生（1983年－1986年）
- 徐立夫先生（1986年－1989年）
- 范 甲先生 （1989年－1997年）[7]
- 詹金源先生（1997年－1998年）
- 徐立夫先生（1998年－2002年）
- 程詒謀先生（2002年－2005年）
- 童國鈞先生（2005年－2014年）
- 范仁鶴先生（2014年－2022年）
- 陶錫祺先生（2022年－）[8]

## 歷任校長[9]
- 阮大元博士（1982年－1986年）
- 曾其鞏先生（1986年－2014年）
- 梁健文博士（2014年－2024年）
- 余傑榮博士（2024年－）

## 鄰近設施
學校鄰近多項社區設施，例如：
- 葵涌運動場
- 興芳路遊樂場
- 葵盛游泳池
- 林士德體育館
- 南葵涌公共圖書館

## 著名教師
- 何嘉麗：前香港劍擊運動員[10]

## 著名/傑出校友[11]

### 政府官員及大機構要員
- 招文亮︰文化體育及旅遊局局長政治助理
- 陳鑨華:土力工程師
- 楊浩源︰土木工程拓展署工程師
- 金日成:註冊專業工程師（土木工程界別）
- 朱浩︰財經事務及庫務局首席助理秘書長（財經事務）2
- 黃詩銘:資訊保安分析員
- 張明:環境保護署環境保護主任
- 彭熠銘:葵青區議員

### 法律界
- 李詠琴:律師

### 醫學界
- 陳皓進:院務經理
- 姚嘉欣:臨床心理學家
- 陳文忠:醫生

### 教育界及文化界
- 李紫媚博士:應用社會科學系副教授
- 唐文博士:高級講師
- 楊明瑤:幼兒園校長

### 體育界
- 廖國文:國際足球裁判員
- 梁嘉明:香港男子重劍劍擊運動員

### 商界
- 游文健:企業家

### 演藝界
- 林穎彤：香港無綫電視女藝人
- 陳詩欣：香港女歌手
- 劉秉賓：香港男藝人
- 易健兒：香港女演員，YouTuber

## 參看
- 蘇浙公學
- 沙田蘇浙公學

## 外部連結
- 葵涌蘇浙公學主網頁 （页面存档备份，存于）
- 葵涌蘇浙公學及辦學團體歷史及簡介 （页面存档备份，存于）
- 教育傳媒到校直擊：14人英文教學團隊 人力資源相當豐富
- 葵涌蘇浙公學：教學團隊陣容鼎盛 提供最強英語支援
- 葵涌蘇浙四十年校史剪影-廣東話 （页面存档备份，存于）